# 家禽街 (伦敦)
家禽街（Poultry）是伦敦历史核心和现代金融中心伦敦市的一条短街，长110米。它是齐普赛街的向东延伸，东到市长官邸街，即银行交叉口。

## 词源
如同附近的牛奶街和面包街的其他道路，家禽街也是得名于售卖的产品。

## 历史
在15世纪到17世纪早期，家禽街以酒馆而著称，但是1666年伦敦大火后很少被重建。

## 建筑
虽然家禽街长度较短，但是仍然拥有许多知名建筑。家禽街1号是一座后现代风格的办公和零售建筑。家禽街27-35号是米特兰银行古老的总部，是一座一级登录建筑。